# Þorbjarnarfell
Þorbjarnarfell är en kulle i republiken Island. Den ligger i regionen Suðurnes, 40 km sydväst om huvudstaden Reykjavík. Toppen på Þorbjarnarfell är 239 meter över havet, eller 199 meter över den omgivande terrängen. Bredden vid basen är 1,5 km.
Runt Þorbjarnarfell är det mycket glesbefolkat, med 5 invånare per kvadratkilometer. Närmaste större samhälle är Njarðvík, omkring 13 kilometer norr om Þorbjarnarfell. Trakten runt Þorbjarnarfell består i huvudsak av gräsmarker.